# Paoli (Oklahoma)
Paoli – miasto w Stanach Zjednoczonych, w stanie Oklahoma, w hrabstwie Garvin.